# Zwarte waterpark Holtenbroek
Het Zwarte waterpark Holtenbroek is een park in de wijk Holtenbroek in de Nederlandse stad Zwolle. Het ligt ten oosten van het Zwarte Water en ten noorden en westen van de wijk Holtenbroek.
Het park werd geopend in 1983. Het bestaat uit twee delen: een deel ten westen van de wijk Holtenbroek en langs het Zwarte Water. Hier zijn de wijkboerderij en de peuterspeelzaal in de oude boerderij Klooienberg gevestigd. Ten  noorden van de wijk ligt een deel bestaande uit een sober, natuurlijk bos, dat aansluit op het groen van de flats van de wijk Holtenbroek.
Archenaultplantsoen · Azaleapark · Badhuiswal - Noordereiland · Broerenkerkplein · De Dobbe · Engelse Werk · Groen assenkruis Holtenbroek · Ittersumerpark · Van Nahuysplein · Nooterhof · Oldenelerpark · Park Aa-landen · Park Eekhout · Park Gerenbroek · Park Gerenlanden · Park Hogenkamp · Park Ittersumerlanden · Park de Wezenlanden · Ter Pelkwijkpark · Twistvlietpark · Potgietersingel · Prins Clauspark · Schellerpark · Stinspark · Oude Weteringzone · Wijkpark Berkum · Zwarte waterpark Holtenbroek · Zwarte waterpark Stadshagen